# Організація моджахедів іранського народу
Організація моджахедів іранського народу, ОМІН (перс. سازمان مجاهدين خلق ايران; трансліт. Sāzmān-e mojāhedin-e khalq-e irān) — іранська ліворадикальна організація, яка бореться проти Ісламської Республіки Іран. Визнана терористичною організацією в Ірані..

## Історія
ОМІН була організована у 1965 році студентами Тегеранського університету, незадоволеними шахським режимом. Метою організації було створення в Ірані соціалістичної республіки, що мала бути побудована на основі безкласового суспільства, позбавленого будь-яких форм диктатури і експлуатації.
У 1970-х роках активісти ОМІН організували ряд терористичних акцій. У цей час від Моджахедін-е Халк відколюється марксистсько-ленінське крило — Пейкар (перс. پيکار — боротьба), яке поставило собі за мету створення в країні Народно-демократичної республіки. До 1978 року ОМІН налічувала 100 тис. членів. Спочатку організація вітала ісламську революцію 1979 року і захоплення американського посольства в Тегерані, однак, зазнавши терору з боку режиму аятолли, перейшла в опозицію до нового уряду і відновила збройну боротьбу.

28 червня 1981 року був організований вибух в штаб-квартирі Ісламської республіканської партії, який забрав життя 72 вищих чинів уряду, включаючи лідера ІРП і голови Верховного суду аятолу Мохамада Бехешті, 2-ї особи в країні. 30 серпня в результаті організованого ОМІН вибуху в канцелярії прем'єр-міністра загинули президент Ірану Мохаммад Алі Раджаї, прем'єр-міністр Мохаммед Бахонар і міністр внутрішніх справ Х. Вахід-Достгерді, важко поранений міністр оборони С. М. Намджу. Весь цей час члени організації піддаються терору з боку іранських сил безпеки і зазнають значних втрат, заарештованих моджахедів жорстоко катують. Втрати організації з літа 1981 року по літо 1984 склали понад 20 тис осіб.
У липні-серпні 1981 року по ісламському режиму в Ірані була нанесена ціла серія ударів: напад на резиденцію генерального прокурора, вибух в канцелярії прем'єр-міністра, атаки на казарми «вартових ісламської революції» і поліцейські дільниці. Пік припав на 8-10 серпня, коли в різних містах прогриміло близько 60 вибухів.
Вересень 1981 року — вуличні бої у місті Мехабад, напад на будівлю Меджлісу, 5 вересня — вибух канцелярії Генерального прокурора ісламської революції А. Коддусі (останній загинув), 12 вересня — вбивство в Тебрізі колишнього кандидата у президенти, лідера ісламістів аятоли А. Мадані.
З 1982 року організація перебазувалася у Францію, а у 1986 році — в Ірак, з території якого здійснювала збройні вилазки на територію Ірану в ході ірано-іракської війни. Розраховуючи скористатися Моджахедін-е Халк як тараном проти іранських військ, уряд Іраку розквартирував її членів на ірано-іракському кордоні в добре укріплених військових базах з важкою бронетехнікою, артилерією, танками і вертольотами. У липні 1988 році великі сили ОМІН за підтримки іракської армії проводять наступальну операцію «Вічне світло», дійшовши до міста Ісламабаді-Гарб. В ході відповідної (і останньої в цій війні) операції іранських військ (операція «Мерсаді») сили Мохаммад Алі Раджаї були розгромлені, а в ході подальших екзекуцій в тюрмах Ірану були страчені десятки тисяч ув'язнених — членів організації. У 1992 році бійці Моджахедін-е Халк атакували іранські посольства в 13 країнах світу.
У квітні 2003 року в ході вторгнення американо-британських військ в Ірак загони ОМІН були роззброєні силами коаліції, а члени організації поміщені під варту. 26 січня 2009 року Європейський союз видалив організацію зі списку терористичних.. У 2012 році це саме зробили США..